# Andris Reinholds
Andris Reinholds (Rīga, 7 juni 1971) is een voormalige Letse roeier. Hij vertegenwoordigde zijn land op verschillende grote internationale wedstrijden. Hij nam tweemaal deel aan de Olympische Spelen, maar won hierbij geen medailles.
Op de Olympische Spelen van 1996 in Atlanta maakte hij op 25-jarige leeftijd zijn olympisch debuut. Hij kwam uit op de dubbel twee. Met een tijd van 6.20,82 in de kleine finale eindigde hij op een negende plaats overall. Vier jaar later op de Olympische Zomerspelen 2000 in Sydney kwam hij individueel uit in de skiff en finishte in 7.06,28 (series), 7.06,40 (herkansing), 7.15,04 (halve finale) en 6.56,33 (kleine finale). Tijdens het olympisch toernooi werd hij gediskwalificeerd nadat er bij een dopingtest, die at random gehouden werd, verboden middelen bij hem waren aangetroffen. Het zou gaan om het middel Nandrolon. Volgens de regels van wereldroeibond FISA werd hij voor het leven geschorst. Hij was de vijfde atleet die bij deze Spelen positief werd getest.
In zijn actieve tijd was hij aangesloten bij Daugava / Dinamo / SK Majori. Naast Lets spreek hij op Russisch. Hij werd gecoacht door zijn vrouw.

## Palmares

### dubbel twee
- 1994: 16e WK - 6.32,28
- 1995: 9e WK - 6.23,55
- 1996: 9e OS - 6.20,82

### skull
- 1997: 4e Wereldbeker I - 8.17,86
- 1997: 4e Wereldbeker II - 6.52,37
- 1997: 7e Wereldbeker III - 6.58,83
- 1997: 7e WK - 7.05,56
- 1998: 5e Wereldbeker I - 7.04,27
- 1998: 7e Wereldbeker II - 7.00,89
- 1998: 7e Wereldbeker III - 7.02,69
- 1998: 9e WK - 6.58,44
- 1999: 6e Wereldbeker I - 7.03,33
- 1999: 5e Wereldbeker II - 7.31,73
- 1999: 9e WK - 7.33,96
- 2000: 6e Wereldbeker I - 7.25,55
- 2000: 11e Wereldbeker II - 7.47,99
- 2000: 8e Wereldbeker III - 7.14,49
- 2000: DSQ OS